# Annemarie Heinrich
Annemarie Heinrich, nemško-argentinska fotografinja, * 9. januar 1912, Darmstadt, † 22. september 2005, Buenos Aires.
Ime si je Heinrichova ustvarila s portretno in akt fotografijo. V svoji karieri je fotografirala mnoge zvezde argentinskega filma, kot so bile Tita Merello, Carmen Miranda, Zully Moreno in Mirtha Legrand, pa tudi različne kulturnike, kot so Jorge Luis Borges, Pablo Neruda in Eva Perón.

## Življenjepis
Annemarie Heinrich se je rodila v nemškem Darmstadtu, nato pa se je leta 1926 z družino preselila v Larroque, Entre Ríos. Leta 1930 je odprla fotografski studio v Buenos Airesu. Dve leti kasneje se je preselila v večji studio, kjer je začela ustvarjati portretne fotografije igralcev Teatra Colón. Njene fotografije so se kasneje pojavljale na naslovnicah revij, kot so bile El Hogar, Sintonía, Alta Sociedad, Radiolandia in Antena.
Heinrichova sodi med najpomembnejše argentinske fotografe.

## Galerija
- Eva Duarte, 1939
- La Paloma, 1945
- Tita Merello
- Graciela Borges
- Pinky, 1964
- Mercedes Sosa